# Alopoglossus atriventris
Alopoglossus atriventris är en ödleart som beskrevs av  William Edward Duellman 1973. Alopoglossus atriventris ingår i släktet Alopoglossus och familjen Alopoglossidae. Inga underarter finns listade i Catalogue of Life.
Denna ödla förekommer i västra Amazonområdet i Brasilien och västerut till södra Colombia, östra Ecuador och östra Peru. Arten lever i kulliga områden och i bergstrakter mellan 130 och 1500 meter över havet. Den vistas i regnskogar och besöker angränsande odlingsmark. Alopoglossus atriventris gräver i lövskiktet och i det översta jordlagret. Födan utgörs av gräshoppor, spindlar och andra smådjur. Honor lägger ägg.
För beståndet är inga hot kända. Hela populationen anses vara stabil. IUCN listar arten som livskraftig (LC).